# Comando Militar do Planalto
O Comando Militar do Planalto é um Comando Militar de Área do Exército Brasileiro responsável pelas forças sediadas no Distrito Federal, Goiás, Tocantins e no Triângulo Mineiro, na área correspondente à 11.ª Região Militar. Sediado na capital federal em Brasília, ele comanda a 3.ª Brigada de Infantaria Motorizada, o Comando de Operações Especiais (COpEsp), o Comando de Artilharia do Exército (Cmdo Art Ex) e unidades menores como o Batalhão da Guarda Presidencial (BGP) e o 1.º Regimento de Cavalaria de Guardas (1.º RCG, os “Dragões da Independência”). O COpEsp e o Cmdo Art Ex têm seu preparo e emprego sob responsabilidade do Comando de Operações Terrestres.
A posição central do Planalto do país é conveniente para forças de reação rápida deslocarem-se dali a outras regiões, motivando a presença do COpEsp. O Cmdo Art Ex comanda as baterias de lançadores múltiplos de foguetes Astros. Dentro da capital, o BGP e o 1.º RCG são responsáveis pela segurança do Palácio do Planalto, local de trabalho do Presidente do Brasil. A proximidade do CMP à sede do poder político nacional tornou seus comandantes politicamente relevantes em vários pontos da história. Suas forças combateram a Revolta dos Sargentos em Brasília em 1963, e o comando coordenou parte das operações contra a Guerrilha do Araguaia na década seguinte.

## Organização

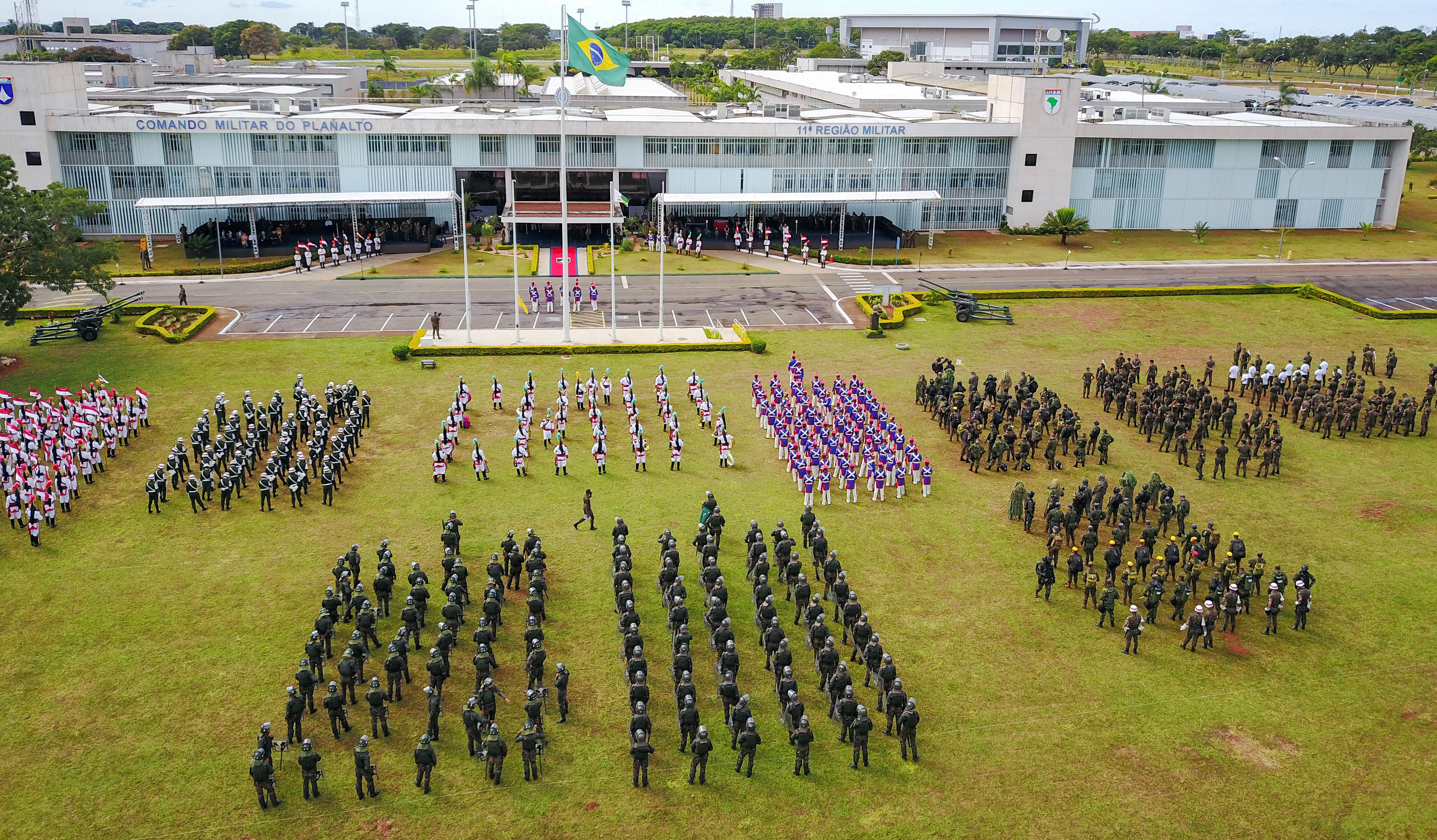
Apresentação da tropa na sede do CMP

Logo após a inauguração de Brasília como nova capital federal, em 1960, as organizações do Exército presentes no Distrito Federal, Goiás (que incluía o atual Tocantins) e no Triângulo Mineiro foram subordinadas ao Comando Militar de Brasília. O Comando Militar de Brasília foi extinto em 1967, mas recriado com a denominação atual em 1969. Sua área é a mesma da 11.ª Região Militar (RM), cujo comando era exercido cumulativamente até ganhar autonomia em 1994. A 11.ª RM é responsável pelo apoio logístico, administrativo e territorial. A região do “Bico do Papagaio”, no extremo norte do Tocantins, já mudou de responsabilidade entre a 11.ª e 8.ª regiões várias vezes, e atualmente pertence ao Comando Militar do Norte.

Área do CMP sem o Bico do Papagaio

Três unidades de segurança foram instaladas em Brasília nessa época: o Batalhão da Guarda Presidencial (BGP) em 1960, o Batalhão de Polícia do Exército de Brasília (BPEB) em 1962 e o 1.º Regimento de Cavalaria de Guardas (1.º RCG, os “Dragões da Independência”) em 1968. O BGP e o 1.º RCG se revezam na guarda do Palácio do Planalto, onde trabalha o Presidente da República, e podem ser reforçados pela Polícia Militar. Eles são conhecidos pelos guardas com uniformes históricos, mas possuem tropa de choque capaz de atuar contra manifestações. O papel do BGP na segurança do poder político torna seu comando um posto estratégico. Na prática ele tem duplo comando, pois é acionado pelo Gabinete de Segurança Institucional. O BPEB, que serve de Polícia do Exército na área do CMP, é presença constante nos espaços públicos do Setor Militar Urbano, bairro onde estão a maioria dos quartéis da capital, incluindo a sede do CMP e o Quartel-General do Exército.
O 11.º Grupo de Artilharia Antiaérea, criado em 1986, defende o Palácio do Planalto é o melhor equipado dos grupos de artilharia antiaérea do Exército. Ele foi criado como parte da 1.ª Brigada de Artilharia Antiaérea, no Comando Militar do Sudeste, mas está vinculado ao CMP para segurança integrada e recebe apoio logístico e administrativo da 11.ª RM.
| Comando Militar do Planalto - Comando do Comando Militar do Planalto - Base de Administração e Apoio do Comando Militar do Planalto - Batalhão da Guarda Presidencial - Batalhão de Polícia do Exército de Brasília - 1.º Regimento de Cavalaria de Guardas - 1.º Batalhão de Operações Psicológicas - 2.º Batalhão Ferroviário - 7.ª Companhia de Inteligência - 11.ª Região Militar - Comando da 11.ª Região Militar - Hospital Militar de Área de Brasília - Prefeitura Militar de Brasília - 11.º Depósito de Suprimento - Parque Regional de Manutenção da 11.ª Região Militar - Comissão Regional de Obras da 11.ª Região Militar - Núcleo de Formação de Reservistas - Comando de Operações Especiais - Comando do Comando de Operações Especiais - Base de Administração do Comando de Operações Especiais - Batalhão de Apoio de Operações Especiais - 1.° Batalhão de Forças Especiais - 1.° Batalhão de Ações de Comandos - Centro de Instrução de Operações Especiais - Companhia de Defesa Química, Biológica e Nuclear - 6.º Pelotão de Polícia do Exército - 3.ª Brigada de Infantaria Motorizada - Comando da 3.ª Brigada de Infantaria Motorizada - Companhia de Comando da 3.ª Brigada de Infantaria Motorizada - 22.º Batalhão de Infantaria - 36.º Batalhão de Infantaria Mecanizado - 41.º Batalhão de Infantaria Motorizado - 32.º Grupo de Artilharia de Campanha - 16.º Batalhão Logístico - 3.º Esquadrão de Cavalaria Mecanizado - 23.ª Companhia de Engenharia de Combate - 6.ª Companhia de Comunicações - 23.º Pelotão de Polícia do Exército - Comando de Artilharia do Exército - Comando do Comando de Artilharia do Exército - Bateria de Comando do Comando de Artilharia do Exército - Base Administrativa e Campo de Instrução de Formosa - Centro de Instrução de Artilharia de Mísseis e Foguetes - Centro de Logística de Mísseis e Foguetes - 6.° Grupo de Mísseis e Foguetes - 16.º Grupo de Mísseis e Foguetes |

### Operações Especiais

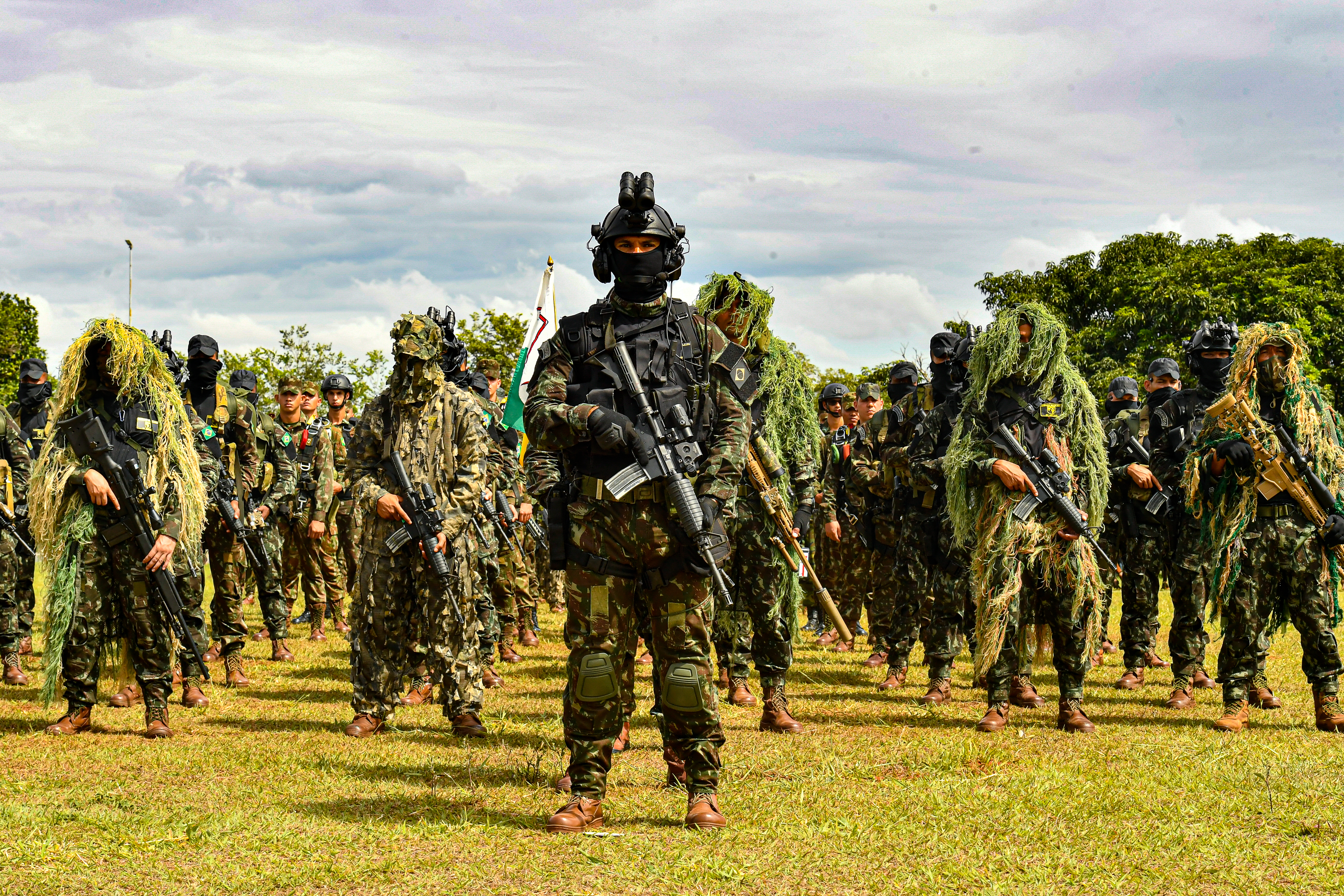
Comando de Operações Especiais

O Planalto e a região Sudeste são considerados o núcleo central do país pelo Exército. Dessa posição central, forças de reação podem alcançar qualquer outra região, como a Amazônia. Das forças estratégicas de rápido deslocamento do Exército, a Brigada de Aviação do Exército foi brevemente instalada no Planalto (1989) antes da transferência a São Paulo; a 12.ª Brigada de Infantaria Leve (Aeromóvel) foi originalmente planejada para o Planalto, mas organizada em São Paulo; a Brigada de Infantaria Paraquedista teve sua transferência do Rio de Janeiro ao Planalto estudada em 2010; e a Brigada de Operações Especiais, atual Comando (COpEsp), foi implantada no Planalto em 2002. O COpEsp é capaz de enfrentar ameaças não-convencionais como a guerrilha e o terrorismo. Além de atuar em outras regiões, ele pode responder a uma emergência em Brasília, pois sua sede em Goiânia está a apenas 200 quilômetros da capital. O 1.º Batalhão de Operações Psicológicas integrou o COpEsp até 2025, quando foi transferido ao comando direto do CMP.

### Mísseis e Foguetes

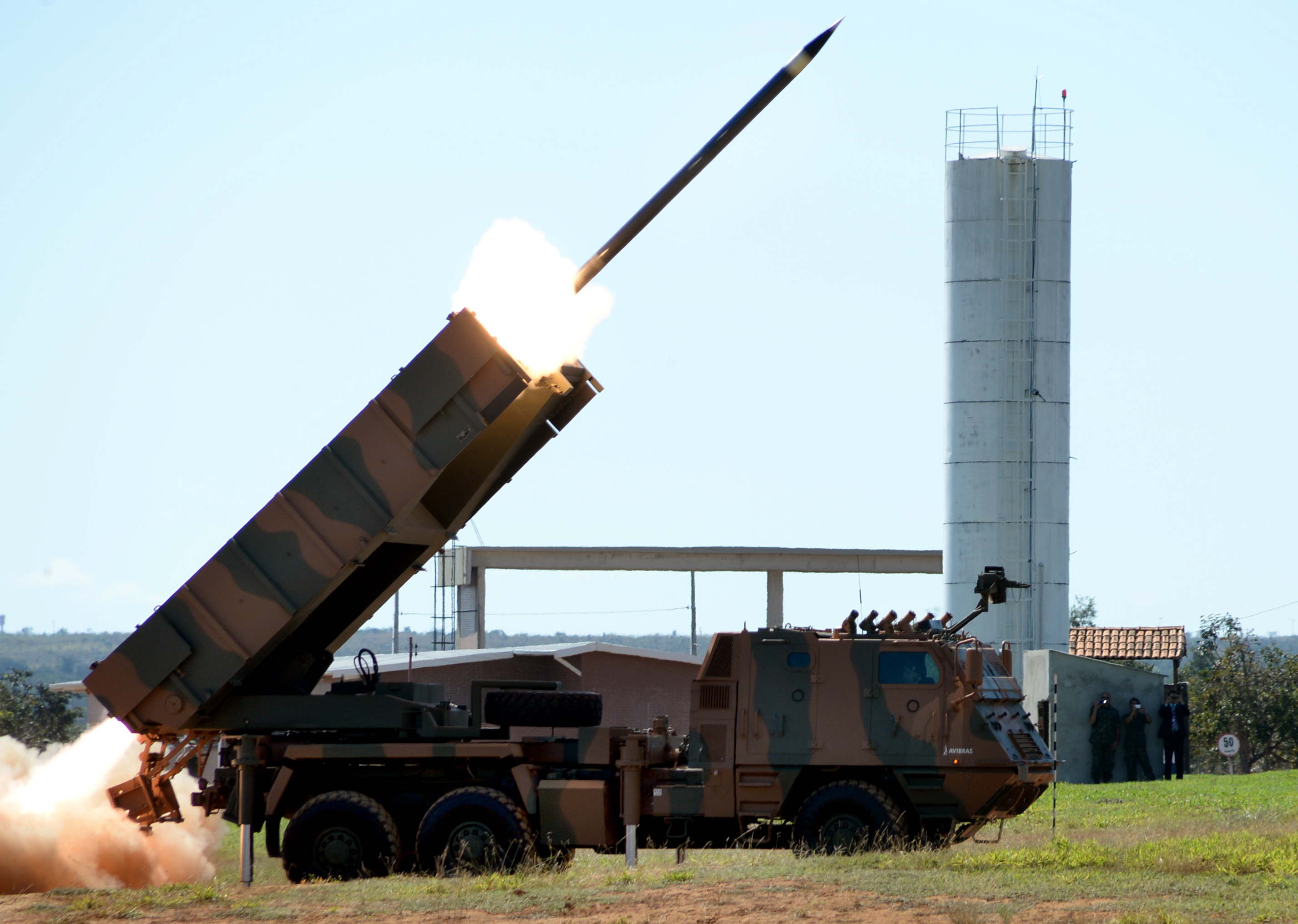
Comando de Artilharia do Exército

Em 2004 o Exército reuniu todos os seus sistemas Astros II no 6.º Grupo de Lançadores Múltiplos de Foguetes (atual 6.º Grupo de Mísseis e Foguetes), instalado no Planalto. A frota desses sistemas, considerada a artilharia estratrégica do Exército, foi expandida e reunida sob o Comando de Artilharia do Exército (Cmdo Art Ex), instalado em 2019 no Forte Santa Bárbara, em Goiás. Tanto o COpEsp quanto o Cmdo Art Ex são subordinados ao CMP, mas vinculados ao Comando de Operações Terrestres para preparo e emprego.

### 3.ª Brigada de Infantaria Motorizada

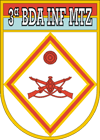
Brasão da brigada

A guarnição do Planalto era pequena ao início dos anos 60. Em 1960, as principais unidades na área eram o 6.º e 10.º Batalhões de Caçadores (BCs). O 6.º BC era uma unidade antiga, presente em Goiás desde o século XVIII, e sediada em Ipameri, cidade estratégica na Estrada de Ferro, desde 1922. O 10.º BC, em Goiânia, era mais recente. Novos quartéis foram criados em Goiás ao longo dos anos, acompanhando as frentes pioneiras de ocupação do território, como parte da política de integração nacional. Ficaram sem unidades a região do sul goiano, pela proximidade a Ipameri, a rodovia Belém-Brasília e a região da Estrada do Boi, pela proximidade a Goiânia, e o nordeste goiano, pela proximidade aos quartéis de Brasília.

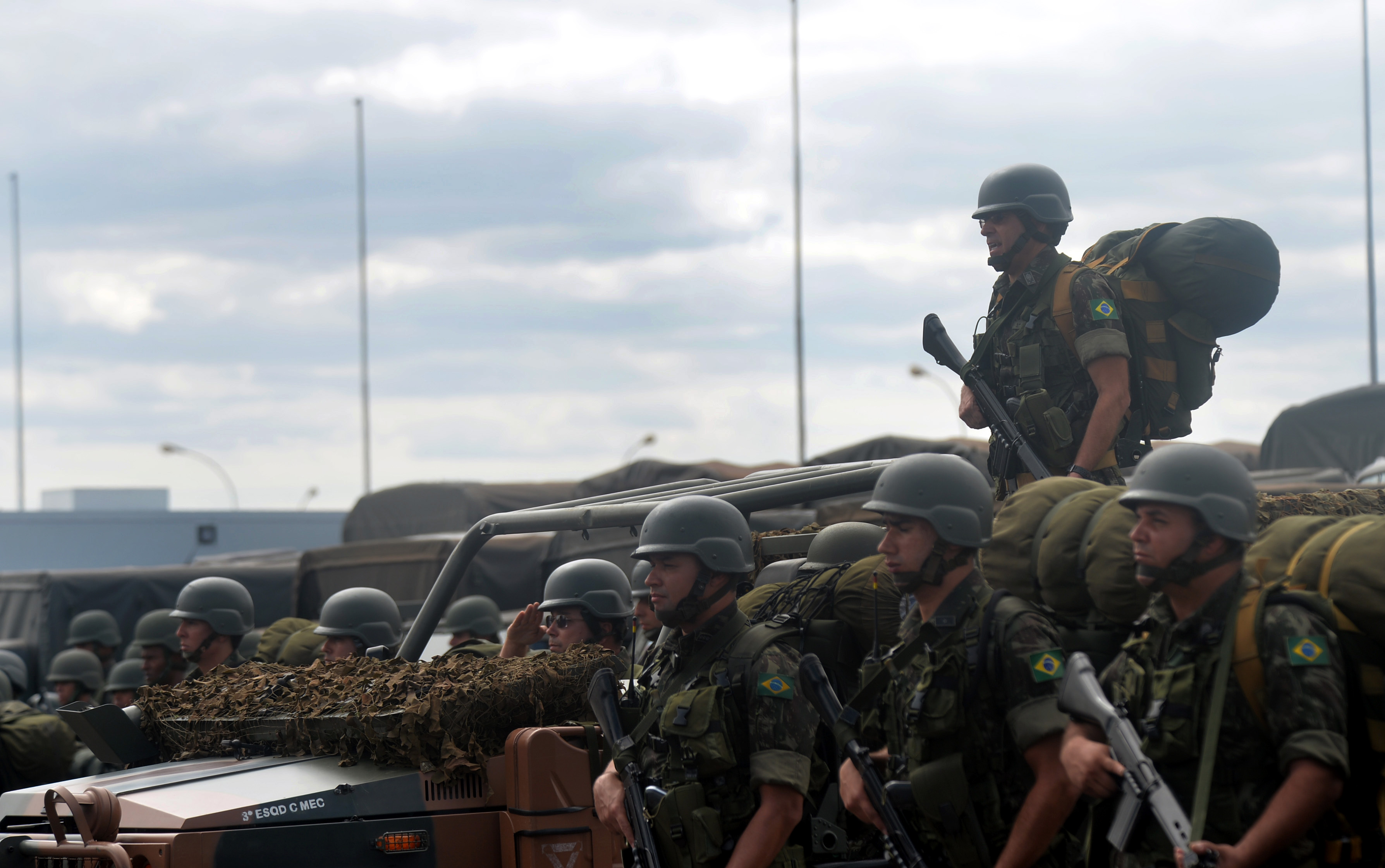
Esquadrão de cavalaria da brigada

Os dois batalhões, acrescidos do novo 36.º Batalhão de Infantaria, em Uberlândia, foram reunidos em 1968 na 3.ª Brigada de Infantaria, inicialmente um arranjo heterogêneo de batalhões responsáveis pela segurança da capital, incluindo o BGP e o 1.º RCG. No processo das reformas militares da década, em 1973 essa brigada tornou-se de infantaria motorizada, com uma organização equivalente às demais. Ela tinha quatro batalhões de infantaria, o 36.º, 41.º (antigo 6.º BC), 42.º (antigo 10.º BC) e 43.º (criado em Cristalina), além de um esquadrão de cavalaria mecanizada e componentes de apoio. O 41.º batalhão foi transferido a Jataí, no sudoeste goiano, vigiando os caminhos para Mato Grosso e o Sudeste. O 43.º  ficava perto de Brasília na BR-050, principal caminho para o Sudeste.
A força convencional no Planalto cresceu pela instalação do 22.º Batalhão de Infantaria em Palmas, Tocantins, em 1995, após a desativação de outra unidade com o mesmo número no interior do Rio de Janeiro, e diminuiu pela desativação do 42.º e 43.º Batalhões da 3.ª Brigada, paralelamente à criação da Brigada de Operações Especiais. Em 2015 um general da reserva opinou que a 3.ª Brigada poderia ser de infantaria leve e mobilização mais lenta, pois está numa “área central protegida e de fácil reforço”; suas “unidades não serão deslocadas, pois dão segurança ao centro do poder político”. Numa medida na direção contrária, em 2018 o 36.º Batalhão teve seus caminhões substituídos por transportes blindados Guarani, tornando-se unidade de infantaria mecanizada.
Há mais um batalhão de infantaria motorizado presente em Goiás, o 58.º, na cidade de Aragarças, por onde passa GO-060, uma das vias de Mato Grosso a Brasília. Entretanto, ele pertence ao Comando Militar do Oeste e não ao CMP.

## Operações e importância política

### República Populista

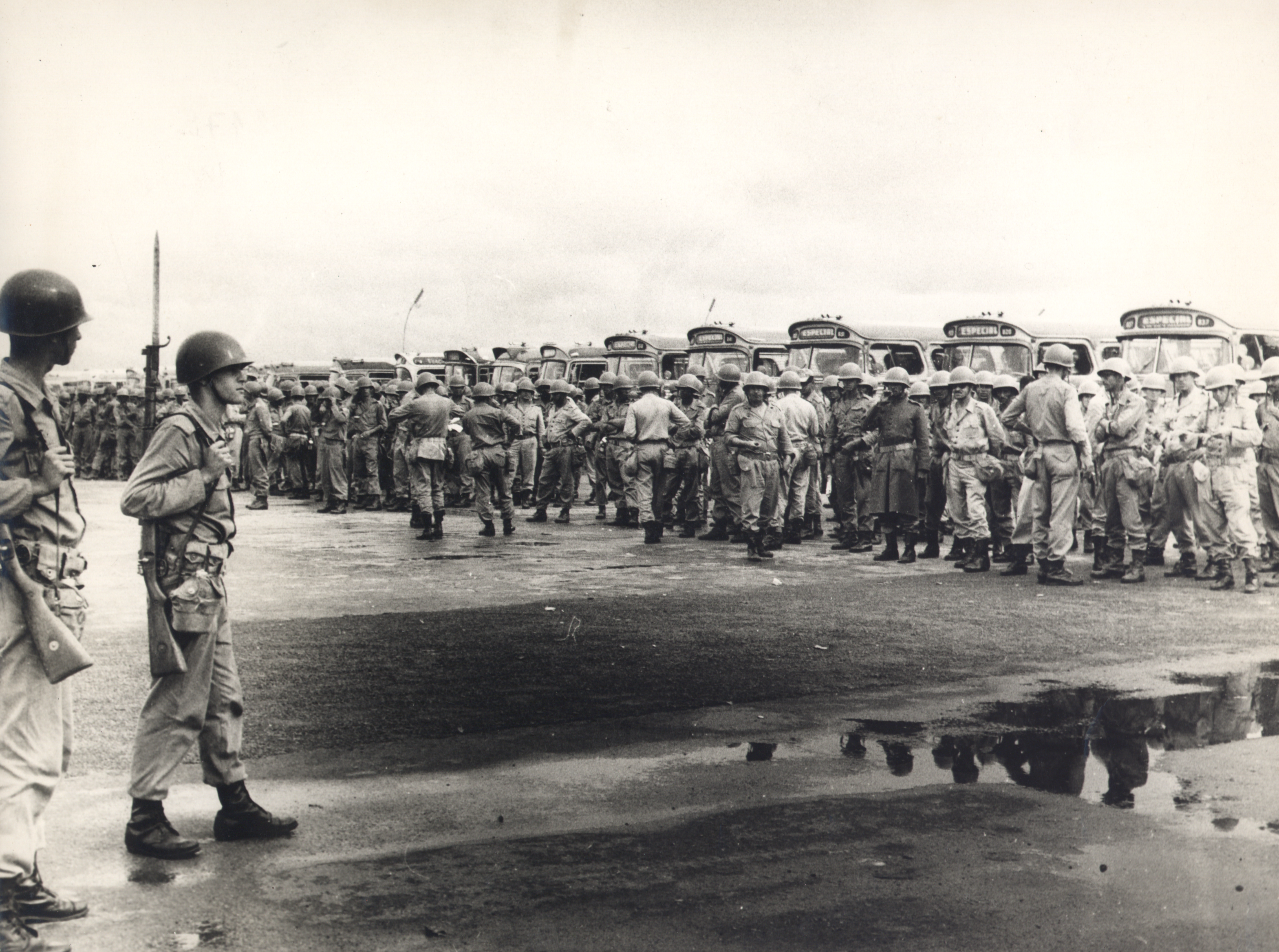
Soldados em Brasília após o golpe de 1964

Na crise da renúncia de Jânio Quadros em 1961, o Comando Militar de Brasília acatou a decisão dos ministros militares de vetar a posse de João Goulart na Presidência. Mauro Borges, governador de Goiás, aderiu à Campanha da Legalidade em favor da posse. O governo goiano preparou-se para um possível confronto com o Exército, e um contingente do 6.º Batalhão de Caçadores ocupou o aeroporto de Anápolis.
Na Revolta dos Sargentos de 1963, o comandante regional estava ausente, e a maior autoridade militar na cidade era o comandante do BGP, que assumiu as operações contra os revoltosos da Força Aérea e Marinha. A recusa dos sargentos do Exército em Brasília a aderir à revolta foi determinante para a vitória dos legalistas.
Pelo pequeno tamanho da guarnição local, Brasília não foi alvo prioritário durante o golpe de Estado de 1964. A situação interna era confusa, e muitos oficiais não aceitavam a autoridade do presidente Goulart. O Comandante Militar de Brasília, Nicolau Fico, jurava lealdade ao governo, mas ela estava em dúvida. Goulart esteve na capital em 1.º de abril, mas não se julgou seguro. Fico teve que escolher entre dois pedidos: o presidente do Senado e oposicionista Auro de Moura Andrade solicitou a presença ostensiva do Exército na segurança do Congresso, enquanto os aliados do presidente eram contra essa presença, acreditando que ela estimularia os congressistas a destituir o presidente. À noite Fico dispôs suas tropas na Esplanada dos Ministérios e a oposição no Congresso declarou vaga a Presidência, consumando o golpe.
Paralelamente aos eventos na cidade, Fico enviou tropas nas direções de Goiás e Minas Gerais. Uma força do BGP seguiu à divisa goiana com Minas Gerais, território controlado pela 4.ª Região Militar, que estava em revolta contra o governo. Em reação a esse movimento, a Polícia Militar de Minas Gerais deslocou um batalhão a Paracatu. O BGP recuou da divisa após a notícia das adesões ao golpe do Primeiro e Segundo Exércitos. No eixo Brasília-Cuiabá, o Segundo Exército enviou o 16.º Batalhão de Caçadores. Apesar de seu papel na queda de Goulart, o general Fico foi destituído do comando no imediato pós-golpe.

### Ditadura militar
A Guerrilha do Araguaia começou numa região de fronteira entre os Comandos Militares da Amazônia e do Planalto, criando problemas de coordenação e controle para as forças contrainsurgentes. A segunda campanha de combate à guerrilha, iniciada em setembro de 1972, foi coordenada pelo Comandante Militar do Planalto, general Olavo Viana Moog, que delegou as operações ao general Antônio Bandeira, da 3.ª Brigada de Infantaria. Reforços de várias regiões do país foram usados na campanha.
Na crise militar decorrente da demissão do ministro do Exército Sílvio Frota, em 12 de setembro de 1977, os comandantes do CMP, Heitor Furtado Arnizaut de Mattos, e da 3.ª Brigada de Infantaria integraram o esquema do governo Geisel para impedir uma reação do ministro. O 43.º Batalhão foi deslocado na noite anterior de Ipameri para Brasília. Como o 42.º Batalhão, em Goiânia, se recusou a avançar contra Brasília no caso de uma reação do ministro, o 41.º ficou pronto para avançar contra Brasília ou Goiânia. Dentro da capital o ministro acreditava ter a lealdade das guarnições, à exceção dos Dragões da Independência. O esquema do presidente Geisel poderia ainda recorrer a um batalhão de paraquedistas, a ser transferido do Rio de Janeiro, e da Base Aérea de Anápolis.
À época da votação da Emenda Dante de Oliveira em abril de 1984, o presidente João Figueiredo declarou medidas de emergência em vários municípios de Goiás. À frente de seis mil homens, o general de linha-dura Newton Cruz, Comandante Militar do Planalto, foi encarregado de impedir a pressão popular na hora da votação. Mas em novembro do mesmo ano, o general foi substituído. Essa foi importante medida política na transição de poder ao civil Tancredo Neves, afastando uma das possíveis ameaças à redemocratização.

### Nova República

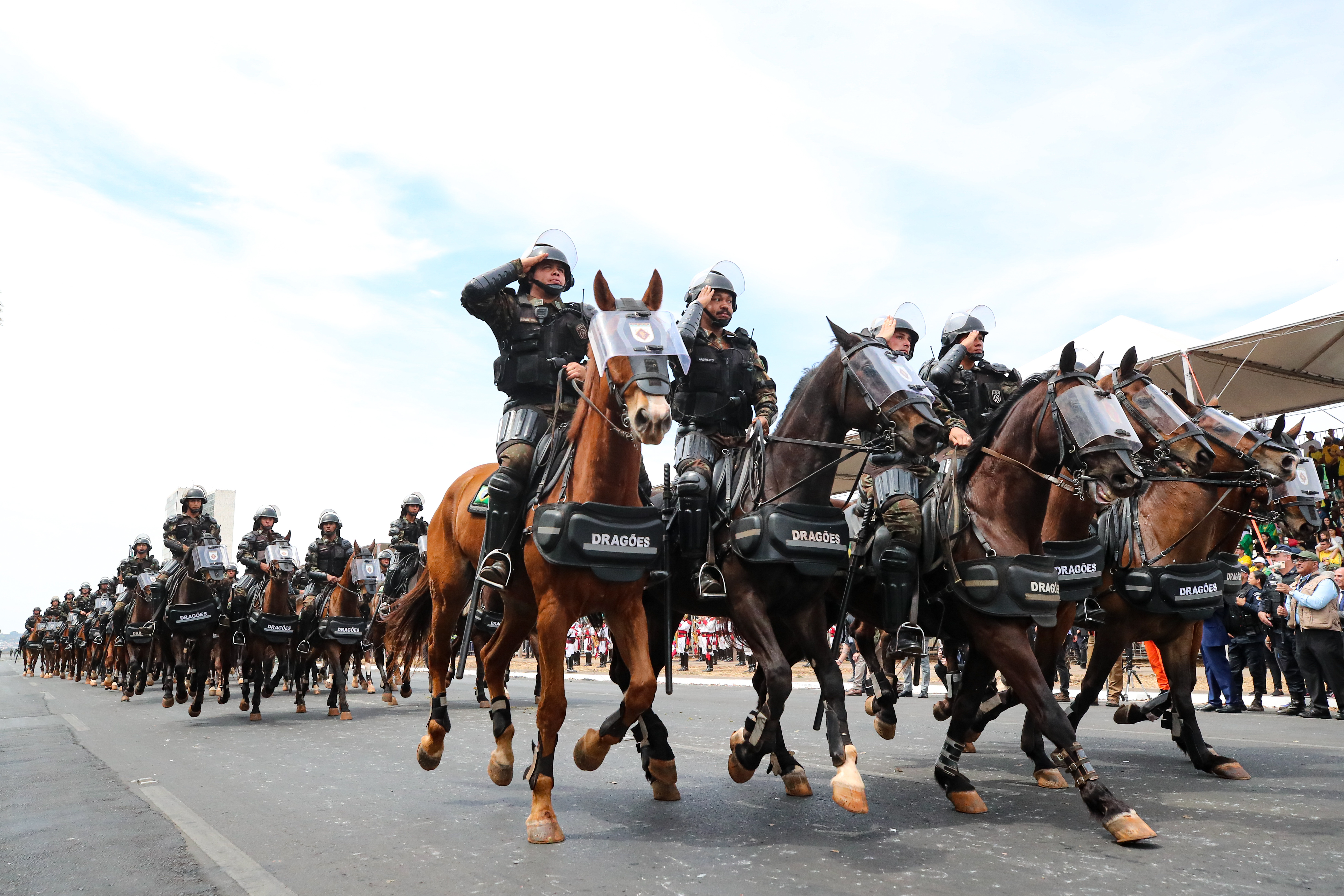
Tropa de choque dos Dragões da Independência

Em 2023 o então Comandante Militar do Planalto, general Gustavo Henrique Dutra de Menezes, enviou o BGP para reagir às invasões às sedes dos Três Poderes. O Exército participou da prisão dos vândalos, mas esse reforço só ocorreu quando a invasão já estava em curso. O acampamento de onde vieram os vândalos, em frente ao quartel-general do Exército, no Setor Militar Urbano, foi alcançado à noite pela Polícia Militar do Distrito Federal. Entretanto, a Polícia do Exército e três blindados Guarani impediram a entrada dos policiais no acampamento. Oficiais do Exército, incluindo o general Dutra, conseguiram aval do governo para adiar a desocupação do acampamento ao dia seguinte, argumentando que uma operação imediata poderia ser violenta.
Cinco unidades do CMP, com 2,5 mil homens, foram postas de prontidão. A atitude do comandante durante a crise trouxe acusações de leniência com os invasores e colocou-o sob desconfiança da Presidência. Consequentemente, no mês seguinte ele foi transferido do CMP a um cargo de subchefia no Estado-Maior do Exército. A mesma desconfiança também impactou os comandos do Batalhão da Guarda Presidencial e do 1.º Batalhão de Ações de Comandos.